# RuneScape
RuneScape é um MMORPG online produzido pela empresa britânica Jagex. Foi criado oficialmente em 1998, por Andrew Gower. O jogo tem aproximadamente 250 milhões de contas criadas. Andrew Gower foi o criador do DeviousMUD, um jogo multi-user dungeon que foi precursor do RuneScape. Após ser reescrito e renomeado, a primeira versão do RuneScape foi lançada ao público em 2001, na forma de versão beta. Possuía uma versão gratuita e uma interface simples que era acessível à maioria dos navegadores de internet. Em fevereiro de 2013 foi lançado Old School RuneScape, baseado em uma versão de 2007 do jogo, como resposta à queda no número de jogadores após a atualização RuneScape 3, que foi criticada pela profunda reformulação que trouxe.
RuneScape se passa no universo fictício de Guilenor, que é dividido em vários reinos, regiões, cidades e vilas. Os jogadores podem se deslocar por Guilenor a pé, utilizando feitiços de teletransporte, balões, navios e outros. Cada região oferece diferentes tipos de monstros, recursos e aventuras (missões), que desafiam o jogador. Diferentemente de outros MMORPGs, não há uma história a ser seguida obrigatoriamente, apesar de haver toda uma história sobre o tempo anterior ao qual o jogador se situa. Os jogadores são representados por avatares customizáveis, cujas metas e objetivos são definidos pelos próprios jogadores. Estes podem lutar contra monstros ou até outros jogadores, adentrar em aventuras ou aumentar a experiência em quaisquer das habilidades disponíveis, também conhecidas como skills. Os jogadores podem interagir entre si através de conversa, trocas de itens, ou participando de minijogos cooperativos ou competitivos.
Apesar do RuneScape ser o MMORPG gratuito mais famoso do mundo, ele ainda permite que os usuários gratuitos, porém, ainda fica atrás de jogos como WoW. Também chamados de F2P (Free-to-Play), possam pagar uma assinatura que pode ir de um mês a um ano, e se tornar um usuário assinante, também conhecido como P2P (Pay-to-Play), frequentemente referidos como "membros" pela própria empresa e jogadores. F2P e P2P também são utilizados como descritivos de conteúdo do jogo.

## História e Desenvolvimento
O DeviousMUD, precursor do RuneScape, foi criado em 1998 por Andrew Gower. O jogo, que nunca foi disponibilizado ao público, utilizava gráficos isométricos. Gower então reescreveu completamente o jogo em 1999, porém sem melhorias nos gráficos. Essa versão foi lançada ao público como uma versão beta, por apenas uma semana, antes de ser removida. Gower, um estudante da Universidade de Cambridge, trabalhou, junto com seu irmão, Paul Gower, para reescrever o jogo. Os gráficos isométricos foram substituídos por uma mescla entre imagens 2D e 3D. O jogo, renomeado como RuneScape, foi lançado como uma versão beta ao público em 4 de janeiro de 2001 cujo servidor ficava na casa de seus pais, em Nottingham. Em dezembro de 2001, os irmãos Gower e Constant Tedder se uniram para formar a Jagex Ltda. para manter os aspectos comerciais de executar o RuneScape. Jagex desenvolveu uma linguagem específica de domínio, chamada RuneScript, que é utilizada pelos servidores de RuneScape para controlar os eventos. Em 29 de fevereiro de 2002, uma mensalidade opcional foi introduzida, permitindo acesso a novas regiões, novas aventuras e novos itens.
A popularidade de RuneScape pode ser atribuída parcialmente a ser acessível a maior parte dos navegadores de internet, permitindo os jogadores acessarem o jogo de vários locais. Conforme o jogo ganhou mais usuários, Jagex passou a planejar maiores mudanças. Os desenvolvedores reescreveram completamente o jogo para torná-lo completamente tridimensional, dando-lhe o nome de RuneScape 2. Uma versão beta foi lançada aos usuários assinantes em 1º de dezembro de 2003, e a versão final foi lançada a público em 17 de março de 2004. Ao ser lançado, RuneScape 2 foi renomeado para RuneScape, e o jogo original passou a ser chamado de RuneScape Classic. Em 12 de Janeiro de 2006, Jagex removeu mais de 5000 contas do RuneScape Classic devido a trapaças, e terminou o registro de novas contas. Apenas usuários assinantes que haviam jogado RuneScape Classic ao menos uma vez desde 3 de Agosto de 2005, e que haviam jogado uma vez a cada seis meses teriam acesso aos dois mundos remanescentes da versão clássica do jogo.
Para financiar o conteúdo gratuito, banners de propaganda foram instalados acima da janela do jogo nos servidores gratuitos. Em 13 de Julho de 2006, Jagex assinou um contrato exclusivo com a WildTangent Games, que garantia publicidade dentro do jogo e nos Estados Unidos da América. O contrato também permitia a WildTanget distribuir o jogo através da WildTangent Games Network,um canal de distribuição de jogos que incluía mais de 20 milhões de usuários.
Em 16 de maio de 2006, melhorou o sistema do RuneScape, principalmente para permitir uma redução dos requisitos do jogo, permitindo expansões e melhorias sem aumentar o tempo de carregamento do jogo. O sistema foi melhorado novamente em 26 de junho de 2007 para permitir a adição de futuros conteúdos. Em 1º de julho de 2008, a Jagex lançou uma versão beta do seu modo "Alta Definição" para usuários assinantes, sendo que a versão gratuita foi lançada duas semanas depois. Antes do lançamento, Jagex já havia notado que iria lançar o modo Alta Definição no E3 de 2008. Ao mesmo tempo, anunciava que o preço da assinatura subiria em 4 de Agosto de 2008, aumentando o preço em US$0,95/£0,30 levando o preço mensal a US$5,95/£3,50. Atualmente, usuários existentes cuja assinatura não seja interrompida por mais de duas semanas ainda pagarão o preço de 2002.
Vince Farquahrson foi anunciado como o novo "Diretor do RuneScape" em 21 de Outubro de 2008. Sua primeira ação foi declarar 2009 como o "ano oficial das melhorias", que focaria em melhorias dos detalhes do conteúdo já liberado, além de incluir novo conteúdo.
Em Fevereiro de 2009, um novo Diretor Executivo foi anunciado, Mark Gerhard. Em seu primeiro anúncio à comunidade, anunciou extensas mudanças no modo que a companhia iria gerir o jogo. Ele prometeu remover a visão da Jagex como uma "companhia fechada e secreta" e disse que irá aumentar a comunicação com os fan-sites, com os jogadores e focar mais na criação de conteúdo gratuito. Dois exemplos mais imediatos da sua nova política foram a remoção dos vídeos comerciais que eram exibidos antes do jogo iniciar, e uma série de perguntas e respostas com os jogadores.

### Servidores
Os servidores do RuneScape são hospedados em 6 diferentes datacenters que estão localizados em 4 países: EUA (3 datacenters), Reino Unido, Alemanha e Austrália. Alguns servidores são marcados com a bandeira e o nome de outros países para facilitar a reunião de jogadores da mesma nacionalidade e isto constantemente gera confusão sobre a localidade do servidor entre os jogadores.
Existem, no total, mais de 170 servidores localizados nesses países, que são numerados e são chamados de mundos, tanto pela empresa quanto pelos jogadores. Os servidores estão situados em locais que possam prover qualidade de conexão com um custo-benefício maior. Servidores são movidos ou adicionados conforme a demanda surge.

### Outros Idiomas
Em 14 de fevereiro de 2007, Jagex lançou uma versão beta alemã de livre tradução para o RuneScape. Existem atualmente 4 servidores alemães, localizados na Suécia e na Finlândia. Em 1º de Dezembro de 2008, Jagex anunciou a versão francesa do jogo, lançada dez dias depois.
O ex-diretor Executivo da Jagex informou que planejavam se expandir para o oriente com o jogo, e alcançar o mercado do Leste Europeu e a Ásia. Disse também que RuneScape não serve para o Japão, mas serve para a Malásia, por exemplo, além de mencionar a Índia (porém não justificando essas afirmações).
No dia 24 de Julho de 2009, RuneScape foi lançado no idioma Português do Brasil.
A versão espanhola latino-americana do jogo também foi lançada no dia 24 de abril de 2013, juntamente com um evento denominado Fiesta de Guerrero, homenageando a nova versão do jogo. Entretanto, a mesma foi descontinuada dos servidores do jogo em 3 de novembro de 2014, por questões de inviabilidade econômica comparada aos demais servidores. Segundo a Jagex, empresa responsável pelo jogo, o servidor apresentava um número excessivamente baixo de jogadores espanhóis legítimos, compreendendo mais jogadores de outros países que optavam por estes servidores para se aproveitar do baixo número de jogadores, tornando a sustentação do servidor, assim, inviável. 
Ao momento, o jogo possui versões traduzidas em quatro idiomas possíveis.

### Premiações
- O Livro Guiness Mundial dos Recordes reconheceu RuneScape como o MMORPG gratuito mais popular do mundo, pela segunda vez seguida. Na convenção de jogos de 2008 de Leipzig, a Jagex recebeu um certificado para comemorar o feito.[34]

1. MMORPG grátis mais popular de 2008, 2009 e 2010.
2. MMORPG mais constantemente atualizado de 2010.

- Golden Joystic premiou a Jagex pelo RuneScape como o jogo mais bem desenvolvido do Reino Unido por dois anos consecutivos.[35]

1. Melhor Jogo Desenvolvido no Reino Unido de 2009.
2. Melhor Jogo Desenvolvido do Reino Unido de 2010.

## Jogabilidade
Os Novos Jogadores iniciam sua jornada na ilha de nome Minerália no qual o objetivo é ajudar o anão a descobrir por que Minerália está sofrendo com criaturas estranhas nunca vistas antes. Assim que o jogador completa o tutorial ele é levado em um navio para o continente (Guilenor) onde poderão começar a desenvolver suas habilidades e fazer novas missões.
Originalmente, quando o tutorial foi criado em 24 de Setembro de 2002, se passava numa ilha separada do resto do mundo(denominada Ilha Tutorial), sendo que o jogador poderia acessar o mundo através da cidade de Lumbridge uma vez que terminasse o tutorial. Em 2010, um novo tutorial foi introduzido em Lumbridge, e a Ilha foi desativada (mas continuou no mapa). Atualmente a Ilha Tutorial foi removida por questões necessárias, já que a Torre dos Magos (Que se localizava próxima a ilha) recebeu uma gigantesca atualização gráfica e foi ampliada, obrigando a retirada da Ilha Tutorial do mapa. Agora o tutorial se passa na ilha de Minerália.

### Habilidades
As 27 habilidades, ou skills no RuneScape permitem os jogadores fazer várias atividades no jogo, permitindo interação com os NPC’s, com o ambiente e com outros jogadores.
Os jogadores recebem pontos de experiência numa habilidade conforme a usam. Por exemplo, extrair um minério provê pontos de experiência na habilidade de mineração. Quando um jogador alcança uma marca na quantidade de experiência, passa de nível, permitindo que novas ações sejam executadas. O total de níveis de um jogador reflete parcialmente sua experiência no jogo. Ao alcançar o nível mais alto possível (99) o jogador pode alcançar, exceto nas habilidades de Dungeon, Extermínio e Invenção que podem chegar ao nível 120, a um certo custo, obter a Capa de Habilidade, indicando aos outros jogadores o feito que o jogador atingiu. A quantidade máxima de pontos de EXP (experiência) atingidos de cada habilidade é de 200 Milhões (ironicamente o marco mais alto de jogadores que já pisaram em Guilenor), poucos jogadores alcançam esse feito.
O primeiro jogador ao atingir o nível 99 em uma habilidade foi Zezima, um Jogador pouco conhecido no game.
Algumas habilidades, como Corte de Lenha e Pesca, permitem ao jogador extrair recursos que podem ser processados em outros itens, consumíveis ou utilizáveis em outras habilidades, como fabricação de flechas e culinária. Os itens podem ser vendidos a outros jogadores ou NPC’s para ganhar dinheiro. Outras habilidades permitem o jogador matar criaturas específicas, melhorar o nível de construção, permitem a construção de casas próprias, e melhorar suas habilidades de combate, entre outros. Aprimorar o nível de uma habilidade vai desbloquear mais e mais recursos para o jogador, podendo extraí-los com mais facilidade e ter um desempenho melhor sobre os outros jogadores.
Obs: A maioria das habilidades são iniciadas no nível 1(exceto Condição Física que é 10) quando se cria uma conta, e podem ser evoluídas até o nível 99. Uma exceção são as habilidades de Dungeon, Extermínio e Invenção. Para jogadores gratuitos, as dez habilidades para assinantes podem ser treinadas até o nível 5 apenas, como uma amostra grátis.
Essas habilidades estão divididas em gêneros diferentes, podendo (ou não) cooperarem entre si. São elas:
Habilidades Primárias - Consistem no ato de coletar recursos primários por todo o jogo.
- Pesca - Consiste em pescar pescas de rios, mares ou lagos espalhados pelo RuneScape, classificados como locais de pesca. Existe uma variedade muito grande de peixes no jogo, podendo ser desbloqueados com o avançar dos níveis.
- Mineração - Consiste em extrair diversos minérios de rochas e armazená-los, podendo vendê-los ou usá-los na habilidade de Metalurgia.
- Corte de Lenha - Consiste na extração da lenha de diferentes árvores espalhadas por Guilenor, que podem ser usadas para fazer munição de Combate a Distância (como flechas ou balestras) ou ser queimadas em piras (fogueiras) para avançar Arte do Fogo.
- Agricultura - Consiste em plantar vegetais, frutas ou ervas (até mesmo árvores) em canteiros de plantio específicos espalhados pelo jogo.
- Criação de Runas - Consiste em criar runas através de altares elementais ou secundários espalhados pelo jogo, essas runas podem ser usadas para produzir feitiços na habilidade de Magia.
- Divinação - Consiste na coleta de energia e memórias divinas, através dos chamados fogos-fátuos, localizados em diversas colônias espalhadas por Guilenor que podem ser acessadas pelos jogadores conforme os requisitos necessários. É possível fazer inúmeros objetos que dão auxílio em combate e outras atividades do jogo através das energias coletadas através da habilidades.

Habilidades de Combate - Aprimoram o nível de combate do jogador, e auxiliam no combate em si.
- Ataque - Aumenta as chances de ataque do jogador e diminui as de defesa do oponente, normalmente quando treinada desbloqueia novas armas de combate corpo a corpo.
- Defesa - Aumenta as chances do jogador se esquivar dos golpes do inimigo, ou seja, de tais golpes falharem, normalmente quando treinada desbloqueia novas armaduras no jogo.
- Força - Aumenta o golpe máximo que o jogador pode dar conforme é tr
- Condição Física - Quando aprimorada a habilidade rende cada vez mais pontos de vida (HP) ao jogador em questão, podendo suportar mais ataques.
- Combate a Distância - Faz uso de armas de longo alcance para atacar os inimigos em combate, como setas, flechas, facas de arremesso, dardos etc.
- Magia - Faz uso de feitiços mágicos elementares ou de outros gêneros usados ou não em combate, é necessário o uso de runas para a maioria dos feitiços.

Habilidades de Suporte - Dão suporte as outras habilidades e ajudam muito os jogadores no jogo a produzirem itens diferenciados ou a passar o tempo, essas habilidades também auxiliam-se umas com as outras.
- Roubo(Só para membros)- Consiste em roubas NPC's espalhados pelo jogo para obter moedas, alguns itens diversos e EXP, pode ser aprimorada para roubar múltiplos itens de uma só vez com a habilidade de Agilidade.
- Evocação(Só para membros)- Consiste em evocar animais/seres(chamados familiares) de outra dimensão através de Obeliscos espalhados por Guilenor, os familiares podem auxiliar em diversas habilidades inclusive em PvP e PvM, por terem (alguns) espaços extras para guardar objetos dos jogadores.
- Agilidade(Só para membros) - Condiz em se tornar ágil por meio de obstáculos e circuitos elaborados em diferentes lugares de Guilenor, auxilia em muitas habilidades e também diminui o descarregamento da barra de corrida do jogador.
- Extermínio(Só para membros)- Condiz em exterminar feras/monstros designados por um Mestre de Extermínio, NPCs especiais espalhados pelo jogo para determinados níveis de extermínio, é uma habilidade famosa por dar lucro aos jogadores e oferecer dois meios de treinamento ao mesmo tempo, no caso Extermínio e outra Habilidade de Combate.
- Oração (Jogadores gratuitos e membros) - Permite que o jogador faça preces aos deuses de Guilenor, que quando ativadas podem dar diversos bônus em defesa contra determinado ataque, aumento de estatísticas de combate, entre outras.

Obs: Oração é treinada enterrando ossos diversos, mas existem variações.
Habilidades Secundárias ou de Transformação - Transformam itens das habilidades primárias/de coleta em itens diferenciados e usados para outros fins.
- Culinária - Utiliza as pescas da habilidade de Pesca (ou até mesmo alguns vegetais/frutas de Agricultura) para serem cozinhados, existe uma chance grande inicial de queimar os alimentos, embora ela diminua com o avanço da habilidade.
- Metalurgia- Utiliza os minérios de mineração para fabricar barras e posteriormente armaduras e armas para o bem lucrativo ou pessoal do jogador.
- Arte do Fogo- Faz uso das lenhas coletadas em Corte de Lenha e as queima em piras (fogueiras) obtendo EXP, as lenhas não são recuperáveis podendo ser desvantajoso a escolha de lenhas caras que dão muita EXP e consequentemente muito prejuízo.
- Herbologia- Faz uso das ervas plantadas em Agricultura (juntamente com frascos de água e itens secundários)para fabricar poções que auxiliam no nível das habilidades e em outras facilidades.
- Arco e Flecha - Usa (assim como Arte do Fogo) lenhas de árvores para produzir artes de flecha, arcos, balestras e afins. São também utilizadas barras metálicas (Adquiridas em Metalurgia) para fazer a ponta das flechas, setas de balestras ou facas; e penas (Adquiridas em Caça) par fazer o suporte/apoio de arremesso das flechas.
- Artesanato - Usa pele de animais como vacas ou dragões para produzir armaduras de magos ou arqueiros, mas a muitos outros afins, como jóias e vidraçaria, podendo obter lucro algumas vezes e mito prejuízo em outras.[42]

Habilidades Independentes - Habilidades que não tem qualquer ligação a outras, apesar de ajudarem.
- Dungeon - A última habilidade lançada, que deveria ser inicialmente um Minijogo, de tão complexa, tornou-se uma habilidade. O objetivo é descer o mais fundo possível na masmorra de Kalaboss, derrotando monstros e bosses (chefões)pelo caminho, como avançar dos níveis é possível chegar mais fundo nos chamados andares (floors) da Masmorra.[43]
- Construção - Consiste na compra, edição e construção da casa do jogador, todos os móveis e cômodos são feitos por ele, através de recursos e objetos encontrados no jogo ou comprados.

Habilidades de Elite - Consiste na junção de outras habilidades.
- Invenção - Primeira habilidade elite do jogo, necessitando níveis 80 em divinação, artesanato e metalurgia para ser iniciada, utiliza recursos removidos de itens e equipamentos em geral no jogo através da desmontagem destes para melhorar os equipamentos do jogador adicionando características únicas a estes.[44][45]

### Combate
RuneScape possui um sistema de combate em tempo real. O combate é um aspecto importante do jogo, permitindo que os jogadores obtenham itens carregados por criaturas e monstros. Combate também é necessário para as aventuras. O nível de combate, que, diferentemente dos níveis de habilidade, pode passar de 100, reflete a habilidade de combate e o quão difícil pode ser derrotar a criatura ou jogador. Os níveis de combate para criaturas são definidos pelo próprio jogo, enquanto os níveis de combate dos jogadores são determinados aplicando-se uma fórmula em cinco (ou seis, para P2P) das habilidades, relacionadas ao combate.
O combate é subdividido em três categorias: rmas brancas (para combate corpo-a-corpo), Magia e Armas à distância. Armas brancas são armas como espadas, cimitarras e lanças. Magia inclui, o lançamento de feitiços que causam danos diversos às criaturas, e armas à distância incluem arco e flecha, facas, machados de arremesso, entre outros. Essas três categorias formam o chamado "triângulo de combate", que explica as vantagens de uma categoria sobre a outra. Por exemplo, magia tem vantagem sobre armadura contra ataques com armas brancas.
Diferentemente de outros MMORPG’s, RuneScape não obriga o jogador a escolher uma classe pré-determinada. Ele pode escolher o vértice do triângulo ao escolher qual armadura e arma irá utilizar em combate.
Todas as criaturas, inclusive os jogadores morrem quando seus pontos de vida (HP) chegam a zero. Pontos de vida podem ser restaurados comendo ou de outras formas mais específicas. Criaturas mortas simplesmente desaparecem deixando o que carregavam no chão. Jogadores mortos deixam uma lápide, que pode durar de 2 a 5 minutos, impedindo que outros jogadores peguem seus itens. Se o jogador puder chegar no local antes da lápide se desfazer, ele pode demoli-la e reaver seus items. Outros jogadores podem ajudá-lo, e reparar a lápide para mantê-la inteira por mais tempo, até 60 minutos. Jogadores mais experientes podem abençoá-la, para dobrar o tempo fornecido. Ao morrer, os jogadores perdem todos menos os três melhores itens (determinado pelo preço de mercado), enquanto o resto fica com a lápide.

#### Evolução do Combate
A Evolução do Combate foi uma atualização completa de como funcionava o combate do RuneScape. Esta atualização disponibilizou uma versão beta para os jogadores testarem-na mais cedo, inscrições para a qual foram abertas de 1 de junho de 2012 a 19 de junho de 2012. A atualização real foi aplicada em setembro (que ficou disponível para todos os jogadores). Qualquer jogador que tinha sido um membro pelo menos 12 meses consecutivos, até o mencionamento da Evolução do Combate, teve acesso ilimitado ao beta. Os membros que não atingiram o 12º mês consecutivo, puderam acessar o beta nos fim de semana apenas. A Jagex também selecionou 50.000 outros membros que se inscreveram e que não tinham acesso imediato. Estes 50.000 foram escolhidos de acordo com a sua experiência em combate e tempo de jogo.
Nos servidores beta, os jogadores tinham acesso a um armazém geral beta, localizado em Lumbridge, em frente ao Mercado Geral, no centro de Faladore, e em Ardonha, formado por vários NPCs, que forneciam todos os equipamentos de combate, runas, poções e comida de graça para que os jogadores possam testá-los. Estes objetos não eram transferíveis para os servidores reais.
No dia 20 de novembro de 2012, a Evolução do Combate foi implementada ao jogo original. Todos os servidores do jogo agora tem esse novo estilo de combate. 

#### PvP & Terra Selvagem
Antes de 2008, os jogadores que combatiam outros jogadores, Player Killers ou Pkers iam a uma área chamada Terra Selvagem ou Wilderness (Por vezes, carinhosamente Wildy), que permitia o PvP (Combate jogador-contra-jogador), com um certo limite entre os níveis de combate entre os jogadores. No RuneScape Classic, PvP podia acontecer em qualquer lugar fora da cidade inicial de Lumbridge. Muitos Pkers criaram versões puras ou "pures" com os quais treinavam apenas um vértice do triângulo, dando-lhes assim uma grande vantagem sobre o lado desvantajoso correspondente, assim como uma grande desvantagem sob o lado vantajoso. Porém em Dezembro de 2007, a Terra Selvagem foi removida para impedir a troca de item por dinheiro de verdade. Novas criaturas chamadas "revenants" tomaram o lugar do PvP para manter a apreensão e o medo dos jogadores de andar pela Terra Selvagem, enquanto o PvP ficou restrito a determinados mundos (mencionados abaixo), além dos minigames já mencionados.
Antigamente, o jogador que atacasse outro de um nível inferior ao dele na terra selvagem iria receber uma caveira PvP flutuando sobre ele (conhecida como skull) que determina que todos os itens que o jogador esteja carregando sejam pilhados (deixados no chão) se este for morto, após a Evolução do Combate, as caveiras PvP foram removidas do jogo.O jogador também pode ter um alvo designado a ele. Se esse alvo for eliminado, o Potencial de Itens Largados aumenta mais do que quando se elimina um jogador qualquer. Os níveis da Terra Selvagem são utilizados para manter os níveis de combate dos jogadores mais próximos uns dos outros.
Obs: A entrada para a península de Kalaboss se localiza na Terra Selvagem, embora o jogador não precise percorrer esse caminho para chegar até lá, existem outros meios como o teleporte do anel da afinidade ou por navio.
Atualmente o PvP também pode ser praticado (além da terra selvagem) na Gruta dos Gamers, uma caverna localizada ao norte da cidade de Faladore. Nesse local existem dois portais, um branco e um vermelho. O portal branco é mais frequentado pelos itens dos jogadores estarem seguros quando estes morrerem e reaparecerem dentro da gruta com seus itens, podendo praticar o PvP em forma de diversão. O portal vermelho é mais usado para desafios X1 (um contra um) onde todos os itens caem no chão com a morte do jogador.

### Missões
Missões ou quests são uma série de tarefas junto com uma história que os jogadores podem seguir e completar. Missões muitas vezes têm pré-requisitos como níveis mínimos em certas habilidades, outras missões concluídas, pontos de missões ou níveis de combate mínimos. Atualmente duas missões requerem o trabalho cooperativo de dois jogadores. As missões podem ser divididas em três categorias não oficiais. Iniciantes que agem como um tutorial mais avançado para jogadores novos, intermediárias, que são missões mais complexas, que já passam a exibir parte da história de RuneScape, e as avançadas, que são comumente relacionadas a itens poderosos, habilidades úteis ou acesso a áreas novas. Há também uma categoria de missões chamada "Missões grão-mestre" ou simplesmente missões "Mestre".
Atualmente alguns missões acabam por envolver o jogador diretamente na história do jogo, possibilitando uma variedade de escolhas que, em missões futuras, irão definir diferentes contextos onde o jogador estará inserido.

### Mundos PvP
Com a remoção do PvP (Player Vs Player, Jogador contra jogador) na Terra Selvagem praticamente um ano antes, em 15 de Agosto de 2008, Jagex anunciou a sua intenção de introduzir mundos especiais onde os jogadores podiam lutar em qualquer lugar de Guilenor. Para impedir a troca de items por dinheiro real, Jagex instaurou em 15 de Outubro de 2008 um sistema no qual os jogadores não ficam mais com os items do oponente, e sim, um prêmio determinando pela dificuldade e pelo nível de perigo local. Esses mundos foram removidos no dia 1 de Fevereiro de 2011, em uma atualização em que a Terra Selvagem retornava.

### Tutorial
Um novo tutorial foi adicionado e integrado á Zona de Guerra dos Trolls no jogo, ele se situa na ilha de Minerália, onde os jogadores aprendem os fundamentos básicos do jogo, com um suporte muito mais detalhado do que qualquer um dos tutoriais anteriores.Esse tutorial não substituiu, e sim se integrou ao da Zona de Guerra dos Trolls, o anterior adicionado em 5 de Fevereiro de 2012; neste, os jogadores recebiam uma amostra grátis como jogador membro do jogo por 14 dias, além de um tutorial satisfatório. Nessa amostra grátis de 14 dias existiam muitas limitações, como quantidades do mesmo item armazenadas no banco e trocas com outros jogadores.

### Interação
Há muitos NPC's em Guilenor. Alguns são vendedores em lojas, ou personagens de missões, logo não podem ser combatidos. No entanto, outros NPC’s são de combate, e são usados pelos jogadores no método PvM, para avançar em habilidades de combate, como Ataque, Defesa, Força etc. Cada criatura tem especialidades em um determinado ataque e uma vulnerabilidade (fraqueza); mas existem exceções, como para alguns chefes (popularmente, "bosses") que não tem fraqueza, apenas uma forma de ataque recomendada. Essas fraquezas podem ser vistas através de um botão acessível acima do chat do jogo, que foi adicionado a partir da Evolução do Combate. As criaturas em si podiam ser agressivas ou não antes da atualização, sendo que algumas atacavam o jogador sem nenhum incentivo, enquanto outras só atacavam após serem atacadas, ou ainda as criaturas neutras, que só atacavam jogadores até o dobro de seu nível mais um; tudo isto antes da chamada Evolução do Combate, onde o combate múltiplo (Onde muitos jogadores podem lutar com um mesmo monstro) foi introduzido em todos os locais de jogo.

### Eventos surpresa
Eventos surpresa eram curtas distrações que ocorriam durante o jogo, que acabam por requerer uma resposta interativa do jogador. Foram introduzidos para impedir os jogadores de utilizarem programas automáticos, conhecidos como macros, bots, ou autoers. Alguns eventos requeriam que o jogador a clicar numa pessoa, ou dar alguns passos para longe da área onde se localiza. Para os jogadores que não respondessem ao evento, uma punição era dada, sob a forma de um teletransporte para longe de onde o jogador se localizava anteriormente, ou uma criatura, muitas vezes muito difícil de matar poderia causar dano ao jogador. Para compensar esse aborrecimento, os eventos muitas vezes contavam com recompensas pela resposta do jogador, como dinheiro ou itens.
Em 27 de Março de 2008, a Jagex afirmou que iria reavaliar o sistema de eventos surpresa, pois disse que a ameaça de bots e macros foi bastante reduzida. Em 2 de Fevereiro de 2009, houve o anúncio de que os eventos seriam modificados ou até mesmo removidos. A probabilidade dos eventos ocorrerem também dependeria do total de níveis do jogador e a freqüência com que o mesmo respondia aos eventos. No dia 25 de Fevereiro do mesmo ano, a Jagex lançou uma atualização na qual removia uma grande parte dos eventos e reformulava outros.
No dia 24 de outubro de 2012, todos os Eventos Surpresa foram removidos permanentemente. Essa remoção foi ativada juntamente com a chegada do Evento de Halloween de 2012, por isso quase não foi notada, apesar de estar presente na notícia de Halloween, entretanto na parte dedicada á atualizações menos importantes.

### Economia
A economia no RuneScape é baseada em itens. Recursos extraídos, são refinados e vendidos a outros jogadores, ou lojas. Outra maneira que muitos jogadores podem ganhar dinheiro é comprando uma certa quantia de um objeto caro por um preço baixo e depois vendê-lo por um preço maior. Produtos consumíveis, como poções, comidas e runas de magia são utilizadas pelos jogadores em combate, aventuras e outras habilidades. Matar criaturas pelos itens que deixa para trás também traz dinheiro. Em Janeiro de 2008, a criação do Mercado Geral, uma espécies de bolsa de valores, facilitou a compra e venda de objetos, uma consequência disso foi que os jogadores passaram a executar o que se chama de "merchanting", no qual o jogador tende a acompanhar as mudanças no mercado do RuneScape e tenta tirar proveito disso, vendendo durante a demanda e comprando durante a oferta, muitas vezes desprovendo o mercado de determinado produto, fazendo, assim seu preço subir, para então saturar o mercado com os produtos previamente comprados.
Antes do Mercado Geral, inflação e deflação causaram muita instabilidade na economia do jogo. Inflação era causada pelos macros que jorravam recursos facilmente obtidos no mercado, diminuindo seu preço absurdamente, enquanto deflação era causado pelos itens mais caros como armaduras, pois seu valor subia com a introdução de itens melhores e mais baratos. Normalmente, os preços de itens recentes no jogo eram estabelecidos na casa das dezenas de milhões, diminuindo para alguns milhões ou centenas de milhares em algumas horas ou dias. Por outro lado, itens agora dados como raros, na época em que foram lançados não passavam das centenas, hoje valendo fortunas.

### Clãs
No jogo os jogadores podem aliar-se e criar ou participar de Clãs. Em um clã os jogadores poderão organizar eventos em grupo, entre amigos e colegas, desde luta contra Chefes, Mini-jogos, e confrontar outros Clãs em combate PvP.
O suporte aos clãs começou em 2007, onde começaram a ser implementados várias adições aos Clãs de RuneScape. Em 2011 foi posto em jogo as Fortalezas de Clãs, onde cada Clã teria sua própria fortaleza na qual os colegas de clã devem trabalhar juntos para erguê-la e melhorá-la.

### Bate-papo
O Bate-papo do jogo permite jogadores interagirem entre si com mais facilidade e mais diretamente. Jogadores podem conversar em diferentes mundos através da mensagem privada e pela conversa de clã. A conversa pública permite que se converse com outras pessoas até uma determinada distância, tanto pela fala aparecendo sobre o personagem quanto na caixa de mensagens. A mensagem privada permite o envio de mensagem a uma pessoa apenas, independente da distância. A conversa de clã permite que várias pessoas entrem numa sala de bate-papo na qual todos podem conversar livremente.
Todos os sistemas de conversação têm censores que impedem a transmissão de abusos verbais ou palavras chulas. O censor substitui a palavra ou parte da palavra que achar chula por asteriscos (*). Se um jogador utilizar caracteres não convencionais para burlar o censor, poderá ser denunciado à Jagex como infrator das regras. Se um jogador é condenado a infrator de regras, pode receber como punição desde ficar mudo, no qual ele apenas pode usar o bate-papo rápido, descrito abaixo, ou até mesmo ser banido temporariamente no qual o jogador fica impedido de acessar sua conta por um tempo. Em outros casos, se o jogador não se enquadra na categoria de infrator, o jogador ofendido pode adicionar o ofensor à sua lista de ignorados, o que impede que as frases ditas pela pessoa ignorara apareçam para o jogador que fez a denúncia. Esse sensor de palavreado pode ser desativado facilmente pelo jogador no botão de Opções do jogo; no entanto, se o jogador o fizer, não receberá suporte de denúncia contra jogadores que estão fazendo uso de palavreado, estando com seu próprio sensor desativado. Quando desativado, ele filtrará apenas "kkk", endereços IP (para evitar pirataria/keylogging), URLs, a palavra "zybez" frases "() WS", ", mn" e ".hr", vários nomes de site e senha da conta do jogador.
O sistema Bate-papo rápido ou "QuickChat", permite que o jogador use frases pré-programadas para conversar, muitas vezes úteis na hora de falar níveis de habilidades, entre outras. No entanto o QuickChat pode ser utilizado também como punição a infratores "mutados". Estes não podem conversar livremente, apenas utilizar o Bate-papo rápido, que também é uma ferramenta de controle parental, no qual os jogadores abaixo de 13 anos não podem escrever qualquer frase, para a própria segurança dele, até seu aniversário de 13 anos. O QuickChat para menores de idade pode ser removido ao consenso dos pais. Além disso, há servidores onde apenas o QuickChat é utilizável, praticamente eliminando assim a possibilidade do jovem ter contato com palavras inadequadas.

## Gráficos
RuneScape pode ser executado com gráficos de baixa ou alta qualidade. O modo de alta qualidade adiciona texturas às superfícies, enquanto o modo baixa qualidade permite uma performance melhor nos computadores mais antigos.
Houve uma grande mudança nos gráficos em 16 de Maio de 2006, quando, após a melhoria do sistema do jogo, houve uma melhoria nos graficos também. A mudança foi gradual, começando em Fevereiro de 2005, aumentando o passo em Maio de 2006, após a melhoria. Em 2008, a maior parte do conteúdo F2P já havia recebido melhorias, além de certas áreas P2P e alguns NPC’s.
Em 1º de Julho de 2008, Jagex lançou a versão tela cheia do jogo, junto com as texturas avançadas e sombras dinâmicas, além de um nível de detalhe cada vez maior. Durante as duas primeiras semanas de Julho, essa versão era beta e disponível apenas aos usuários assinantes. Em 14 de Julho, a versão HD (High Definition ou High Detail) foi lançada oficialmente para todos os usuários. Era a primeira vez que RuneScape utilizava renderização por hardware, utilizando o OpenGL do Java para o processo. Para que computadores antigos ainda pudessem rodar o jogo, foram criadas duas versões. "RuneScape", que combina gráficos de alta definição e baixa definição, e "RuneScape HD", que exibe apenas gráficos de alta definição.
Em 2 de Agosto de 2009, Jagex lançou o novo motor de jogo, RuneTek5, que permitiu ambos os modos (Baixa e Alta qualidade) serem rodados no mesmo motor, além de introduzir novas melhorias gráficas, como uma mixagem melhor de terrenos, visibilidade embaixo d'água (transparência), além de corrigir falhas como uma que reconhecia cliques inválidos quando o jogador visitava uma área muito movimentada.

### RuneScape de Bolso e uso de HTML5
Foi mencionado diversas vezes no bastidores do jogo (Coletânea de atualizações futuras que a Jagex disponibiliza para os usuários lerem e derem seu feedback) que o RuneScape passaria por atualizações muito avançadas no final de 2012 para o ano de 2013, uma delas, segundo o Mod MMG, seria a mudança do sistema do jogo e qualidade de gráficos, abandonando o Java e partindo para o HTML5, possibilitando gráficos avançados e detalhes como coloração e efeitos de luz e sombra. O Mod Mark (MMG) fez escreveu uma justificação das micro-transações do RuneScape e acabou revelando (de forma claramente intencional) algumas atualizações futuras para o RuneScape, como o uso de HTML 5. Durante as livestreams no canal oficial do RuneScape (no You Tube) ele também revelou que o jogo será adaptado para uma versão de jogador individual (singleplayer) somente para dispositivos móveis, e também, é claro, o jogo oficial em multiplayer (multijogador) para dispositivos móveis como iPhone, tablets e smartphones.

### Personalização/Customização
RuneScape permite a customização do personagem. Diferentemente de outros MMORPG’s, os jogadores são sempre humanos. Porém o sexo, e uma variedade de roupas e cortes de cabelo podem ser escolhidos e combinados à vontade. A aparência é ainda mais customizável ao se equipar itens de vestuário encontrados no jogo.
Em determinadas situações, o jogador pode se transformar em objetos, plantas ou animais. Algumas vezes, esses transmorfos podem permitir o jogador evitar efeitos negativos ou acessar áreas inacessíveis a seres humanos, porém restringem as ações que o jogador pode tomar. Os jogadores podem expressas emoções através de "emotes", algumas delas desbloqueadas após eventos aleatórios, aventuras ou mini-quests.

### Shopping do Salomão
O Shopping do Salomão é uma loja baseada em micro-transações lançada em 17 de julho de 2012 dentro do RuneScape, podendo ser acessada pelo chamado "Botão de Personalização". A loja vende uma variedade de roupas customizáveis exclusivas, títulos, penteados e outros itens para o jogador comprar. Todas as transações na loja são feitas com RuneCoins, que são adquiridos com o dinheiro do mundo real; no entanto, cada jogador recebe gratuitamente 200 runecoins quando acessa o Shopping pela primeira vez. Todos os membros recebem um desconto de 10% em cada item na loja.
O Shopping compartilha sua localização na interface de Extras, com a roleta maluca, na aba inferior esquerda.

## Comunidade
Jagex provê um fórum oficial no site do RuneScape. Nesses fóruns, os membros assinantes podem participar em discussões sobre o jogo, jogar jogos criados nos fóruns, fazer propaganda de venda/compra de itens, e até enviar sugestões aos moderadores da Jagex. Até o dia 9 de Abril de 2009, os jogadores gratuitos podiam apenas visualizar os fóruns, depois dessa data os que tinham mais de 12 milhões e meio de pontos de experiência total ganham acesso aos fóruns com todas as permissões de membros pagantes. No entanto, os fórums são extremamente limitados. Usuários não podem definir um perfil, imagens, cores de texto, qualquer tipo de formatação de texto é restrita aos moderadores da Jagex, além de links e palavras censuradas. Além disso, um tópico é automaticamente removido após passar da 50ª página, carinhosamente chamada pela comunidade dos jogadores e pelos próprios moderadores Jagex de "Monstro da página 51". Esse "monstro" pode ser evitado pelo que se chama de "bump", que consiste em mover o tópico para a primeira linha da primeira página novamente.
Jogadores podem enviar e-mails para qualquer personagem NPC no jogo. As mensagens selecionadas são exibidas numa publicação mensal chamada "Postbag from Hedge", criado em 26 de Setembro de 2005. Além disso, os usuários podem enviar fotos, desenhos e pinturas relacionadas ao jogo, que são dispostas na seção de Mídia no site.
Toda Páscoa, Dia das Bruxas, Dia de Ação de Graças e Natal, Jagex inicia um evento e uma aventura comemorativas do feriado. O evento dura apenas o feriado, e desaparece após o término das festividades. Jogadores que completam eventos ou aventuras comemorativas recebem emotes ou itens comemorativos. Até o Natal de 2002, os prêmios podiam ser vendidos, porém Jagex aboliu prêmios comerciáveis pois arruinavam o objetivo do item, que era comemorar e demonstrar há quanto tempo um jogador está na comunidade RuneScape.
Muitos fansites de RuneScape foram criados, porém poucos recebem suporte direto da Jagex; isso se deve ao fato dos fan-sites seguirem ou não as diretrizes de Termos e Condições e Política de Privacidade da Jagex para com os seus jogos, baseando nisso, a empresa classifica os fan-sites em categorias de fidelidade ás regras, que vão de bronze até platina, somente os de ouro e platina recebem suporte da Jagex. Apesar de nos primórdios de RuneScape o site oficial listasse links para página famosas e reconhecidas, este não é mais o caso. Para prover os jogadores um site com informações sobre o sistema do jogo, ajudas nas aventuras e regras e dicas, foi criado a Base de Conhecimento, que oferece tais informações. Por razões de segurança Jagex desencoraja discussão desses fansites no jogo ou nos fóruns oficiais, e uma regra especificamente proíbe a divulgação de endereços da web. Um grande fansite já criticou Jagex por não reconhecer as contribuições dos fansites ao conteúdo do jogo. Com o tempo, Jagex entrou em contato com alguns fansites e agora mantém contato com estes, fazendo propaganda de eventos promovidos pelos fansites e dando entrevistas a estes. A própria Jagex tem uma lista de fansites que aceita serem oficiais, e que podem ser citados no jogo, sem serem considerados quebra de regra.

### Regras e trapaças
A Jagex instituiu regras de conduta para os jogadores, como contra ofensas verbais, se aproveitar de erros do jogo e tentativa de extorsão. Para reforçar as regras, a Jagex conta com três tipos de moderadores. Moderadores da Jagex, que são funcionários da empresa, que tanto no jogo quanto nos fóruns são reconhecidos pela coroa dourada, PMods, ou Jogadores Moderadores, que são jogadores escolhidos pela Jagex para ajudá-los a manter a ordem no jogo, reconhecidos no jogo pela coroa prateada, e FMods, ou Moderadores de Fórum, que são jogadores escolhidos pela Jagex para ajudá-los a manter a ordem nos fóruns, reconhecidos pelo fundo verde em suas postagens, esses dois ultimos são voluntários. É estritamente proibido de um PMod revelar sua posição nos fóruns assim como um FMod revelar sua posição no jogo. PMods podem instituir um "mute" em qualquer jogador por até 72 horas, sendo que sua decisão será avaliada posteriormente por uma JMod. Todos os relatórios de infração de regras enviados por eles são tomados como prioritários aos enviados pelos jogadores normais. Já os FMods podem trancar, remover, renomear e esconder postagens. Qualquer jogador pode enviar um relatório de infração de regra, porém o mal uso dessa ferramenta acata reprimendas ao jogador.
A segurança das contas dos jogadores é prezada pela empresa, Jagex. No dia 24 de Novembro de 2009, um britânico foi preso por roubar e vender contas de jogadores, o que é contra as regras do jogo e da empresa. O próprio diretor-executivo chefe da Jagex, Mark Gehard, afirma que o roubo de uma conta do jogo pode e deve ser tratado como o roubo de outro bem qualquer, como uma televisão, ou um carro. Gehard também diz que a empresa Jagex passará a agir, em conjunto com o FBI e a PCeU (Police Central e-Crime Unit - Unidade Central de Policia contra Crimes Online [tradução livre]) para continuar mantendo os jogadores seguros contra roubo de contas.

### Poder aos Jogadores
No final de 2013, a Jagex emitiu uma nota dos "bastidores" do ano seguinte, que incluía uma novo sistema de enquetes. No dia 13 de janeiro de 2014, a empresa introduziu no jogo um sistema de enquetes chamado Poder aos Jogadores. O sistema tem como objetivo garantir maior participação da comunidade na decisão e organização de atualizações futuras, assim como fornecimento de feedback de conteúdos já lançados pela empresa de forma objetiva; apesar de tudo, o sistema está disponível apenas para jogadores pagantes (membros). O sistema de enquetes pode ser acessado diretamente do jogo, através da interface Comunidade e seguindo para a aba "Vote agora"; na aba, o jogador encontra as três enquetes disponíveis, com suas respectivas opções de marcação para votar, e o critério de votação.
Existem três tipos de enquetes; se distribuem, na ordem de crucial para menos importante em: Enquetes Dragolito, Diamante e Rubi (com nomes referentes a três das muitas pedras preciosas disponíveis no jogo e seus preços equivalentes a importância da enquete), ocorrendo uma vez ao mês, duas vezes e quatro vezes (respectivamente).

## Atividades Goldfarming
A atividade goldfarming era muito presente no jogo há muitos anos e estava duramente associada aos bots (jogadores com uso de programas automáticos para treinar habilidades enquanto estão fora do jogo), que acabavam por serem financiados pelos chamados "fazendeiros de ouro". Sites goldfarming proporcionavam venda de moedas virtuais do jogo em troca de dinheiro real, sendo uma clara violação dos Termos e Condições da [[Jagex]] com seus jogos e, além disso, colocando em risco as contas bancárias ou quaisquer outros meios de pagamento que os jogadores utilizavam.

### Poço da Bondade
Para acabar de vez com as milhões de moedas injetadas pelos usuários de goldfarming todos os dias na economia do jogo, a Jagex propôs uma atividade caridosa que seria feita por parte dos jogadores. Um poço foi adicionado ao jogo, próximo ao Mercado Geral, onde os jogadores poderiam doar suas moedas ou itens (que teriam seus valores equivalentes contabilizados em moedas), inclusive as notas, recentemente inseridas; a empresa propôs que a cada 10 milhões de moedas doadas, uma libra seria doada a instituições de caridade da Grã-Bretanha.
O resultado foi um estouro de contribuições dos jogadores, totalizando em mais de 550 bilhões de moedas doadas. Seu valor equivalente em libras foi doado, com a arrecadação de moedas virtuais continuando até 30 de novembro para as instituições de caridade em questão. Com a grande mobilização de doações, a Jagex optou por dobrar as contribuições da empresa; agora á cada 10 milhões de moedas doadas, duas libras seriam dadas igualmente ás instituições.  As ações beneficentes foram tanto para as instituições, quanto para a economia do jogo, eliminando uma quantidade exorbitante de inflação, com a doação de moedas para o poço.
O Poço vem sendo aberto desde então em determinados momentos do ano, a fim de arrecadar mais dinheiro para instituições de caridade. Durante o evento natalino de 2014, o poço reabriu e arrecadou um total de 512 bilhões de moedas, rendendo um total de 90.000 (noventa mil) Libras, que foram divididas (não igualmente, mas conforme os votos dos jogares em uma enquete) entre três instituições de caridade.

## Recepção
RuneScape foi aclamado pelas sua disponibilidade gratuita. JustRPG resumiu o jogo como "Basicamente, o jogo RuneScape é viciante e divertido. Apesar dos gráficos não serem perfeitos, para um jogo java eles não são ruins. As habilidades são variadas, a comunidade é OK, e pode tomar seu tempo se não tomar cuidado" dando-o uma nota de 83%. O Yahoo! Buzz Log diz que "apesar de não acolher os olhos de quem joga outros RPG’s como World of Warcraft, City of Heroes ou EverQuest, RuneScape é um modo bem melhor de passar o tempo do que encher células no Excel." PC Games UK disses em Dezembro de 2003 que "apesar dos tradicionais valores RPG como aventura, extermínio de monstros e desenvolvimento de personagem" não "causar medo nos grandões com suas botas +2 Número de Assinantes", não há problema pois "o jogo é acessível por qualquer navegador de Internet" e ainda possui "uma versão gratuita que permite e chama o jogador a se tornar assinante", e ainda o descreve como "um sucesso esperado".
Em 2008, Developermag.com disse que as mudanças recentes que a Jagex impôs para impedir o uso de dinheiro real resultou numa "onda de criticismos dos usuários, apesar do crescimento estar voltando novamente". A análise diz que o chamariz do RuneScape está na sua acessibilidade (tanto financeira quanto técnica). Atingiu o mercado dos jogadores que não estão dispostos a pagar taxas exuberantes em PC’s de primeira qualidade, para jogar os jogos recentes que exigem demais do processador. O sistema do jogo é análogo aos sistemas utilizados pelos RPG’s e MMORPG’s mais distribuídos e conhecidos.
No entanto, aspectos do RuneScape foram recebidos negativamente pelos próprios usuários. No fim de 2007, a remoção do PvP e da troca livre, em razão da troca de itens por dinheiro real, deixou muitos jogadores revoltados, levando-os a mutirões nos fóruns e manifestações no jogo. A Jagex emitiu uma nota dizendo que a decisão foi dura e que a remoção desses conteúdos seria compensada por novos , pedindo paciência aos usuários. Após essas mudanças, o número de assinaturas caiu em pelo menos 60000, porém não foi informado quantos desses foram contas removidas por infringirem as regras de troca de item por dinheiro real ou outros meios ilícitos.